# Geoglobus
Genre
Espèces de rang inférieur
- Geoglobus ahangari

Geoglobus est un genre d'archées hyperthermophiles de la famille des Archaeoglobaceae qui comprend (au 1er juillet 2013) une seule espèce, Geoglobus ahangari, isolée à partir de sources hydrothermales dans le golfe de Californie.
Les cellules de G ahangari sont recouvertes d'une couche S et possèdent un unique flagelle. Elles sont anaérobies et utilisent le fer ferrique Fe3+ comme accepteur final d'électrons. Elles peuvent se développer de façon autotrophe en utilisant l'hydrogène H2 ou de façon hétérotrophe en métabolisant une grande variété de composés organiques, y compris différents types d'acides gras, comme sources d'énergie. Cette archée est la première identifiée à être capable de produire de l'énergie en utilisant l'hydrogène pour réduire le fer, et c'est également la première identifiée capable de métaboliser les acides gras à longue chaîne.